# ش
‎（阿拉伯语：‎）是阿拉伯字母中的第13個字母，屬於太陽字母。

## 概要

### 字源
源於腓尼基字母𐤔，與希伯來字母「ש」、希臘字母的「Σ」、拉丁字母的「S」和西里爾字母的「Ш」同源。與「س」的差別僅在點的有無。

### 讀音
在現代標準阿拉伯語中發音為清顎齦擦音/ʃ/。該發音由原始閃語中的/ɬ/變化而來。

### 字體變化
依據字母在詞語位置的不同，其書寫形式也會有所變化：
| 在词语中的位置：        | 独立 | 尾部 | 中部 | 首部 |
| ----------------------- | ---- | ---- | ---- | ---- |
| 誊抄体： （显示异常？） | ش‎    | ـش‎   | ـشـ‎  | شـ‎   |
| 波斯体： （显示异常？） | ش‬    | ـش‬   | ـشـ‬  | شـ‬   |